# Snorrungar
Snorrungar (del nórdico antiguo: Hombres de Snorri) fue un clan familiar del goðorð de Helgafell, Dalasýsla en Islandia cuyo origen se remonta a la Era vikinga y la figura de Snorri Goði. Los Snorrungar estuvieron vinculados a antiguos clanes islandeses, los Ásbirningar y Vatnsfirðingar, descendientes de uno de los primeros colonos de origen noruego, Þórólfur Mostrarskegg, patriarca de los Þórnesingar. 
En el siglo XII, Hvamm-Sturla, un miembro del clan, se convertiría en uno de los más poderosos caudillos de la Mancomunidad Islandesa, y abriría un nuevo capítulo de la Edad Media en Islandia, sería el primer referente de los Sturlungar.